# Erinaceusyllis carrascoi
Erinaceusyllis carrascoi is een borstelworm uit de familie Syllidae. De soort werd voor het eerst wetenschappelijk beschreven door Soto en San Martín in 2017.

## Kenmerken
Het lichaam van de worm bestaat uit een kop, een cilindrisch, gesegmenteerd lichaam en een staartstukje. De kop bestaat uit een prostomium (gedeelte voor de mondopening) en een peristomium (gedeelte rond de mond) en draagt gepaarde aanhangsels (palpen, antennen en cirri).